# Dukszty (okręg wileński)
Dukszty (lit. Dūkštos) − wieś na Litwie, w rejonie wileńskim, 25 km na północny zachód od Wilna, zamieszkana przez 352 ludzi. 
Folwark Dukszty został w 1749 roku przekazany kolegium pijarów w Rosieniach jako uposażenie przez Ludwika Sienickiego herbu Bończa. 
Przed II wojną światową w Polsce, w powiecie wileńsko-trockim województwa wileńskiego.